# Midnight Riders
Midnight Riders («Полуночные Всадники») — вымышленная музыкальная группа во вселенной компьютерных игр Left 4 Dead и Left 4 Dead 2. Их песни можно услышать в кампаниях Dark Carnival, Swamp Fever, The Parish, The Passing в Left 4 Dead 2 и в загружаемом дополнении The Sacrifice для Left 4 Dead.

## Вымышленная биография
В 1983 году группа Love Supply в составе четырёх молодых людей из Галвестона (штат Техас) стала самой популярной группой в Америке. И в один роковой день группа, которая играла у них на разогреве, так хорошо набила им морды на сцене, что сама стала мгновенно известной. Это и была Midnight Riders.
Следующие два года Midnight Riders работали над своим первым альбомом вдали от внимания из-за того, что участники группы получили сроки от 8 до 10 лет в федеральном исправительном учреждении Форт-Уэрт за нападение при отягчающих обстоятельствах. К счастью для поклонников Midnight Riders, музыканты никого не убили из Love Supply, поэтому в январе 1985 года они были досрочно освобождены. Три месяца спустя вышел дебютный альбом «We’re Coming For You, Love Supply», после которого Love Supply ушли в отставку, передав мантию величайшей рок-группы южных штатов всех времён Midnight Riders. В том же году, басист Риггс Доннер погиб в аварии на мотоцикле и был заменён на временного участника группы Джейка Торна.
С тех пор Midnight Riders выпустили 23 альбома.
В 1989 году первая лирическая баллада Midnight Riders «This Man Loves You», написанная и исполненная на фортепиано временным членом группы Джейком Торном и выпущенная в дополнение к синглу «Midnight Ride» из альбома «Born Yesterday», стала хитом номер один. На сегодняшний день группа отказывается играть песню вживую.
В 1993 году Midnight Riders получили ожидаемое признание от музыкальной индустрии, взяв музыкальную премию «Грэмми» за наибольшее количество пиротехники на одном концерте. По слухам, свет от пиротехники был такой большой, что его было видно из космоса.
В 1998 году Midnight Riders приняли участие в записи рождественского благотворительного альбома для помощи детям, но только для того, чтобы избежать 30 тысяч часов общественных работ. Менее чем за час рокеры сочинили и записали песню «All I Want for Christmas is to Kick Your Ass». Ранее в 1987 году музыкантов уже пытались уговорить на запись рождественских песен ради помощи детям, но музыканты отказались. В 1993 году в интервью журналу «Guitar God Magazine» один из музыкантов объяснил такое решение: «Благотворительность только делает детей слабыми. Научи ребёнка рыбачить, и он сможет питаться рыбой всю жизнь. А научи его НЕ рыбачить, и он умрет с голоду. Там, откуда я родом, это считается убийством, чуваки».
В сентябре — октябре 2009 Midnight Riders гастролируют в рамках своего тура «No Salvation», продвигая только что вышедший альбом «High Heels and Brushed Steel».
В Уэйнсборо, Оклахома, Дасти ударил журналиста между рёбер, когда тот его спросил, почему он любит рок. Журналист смог восстановиться от травмы потому, что победитель конкурса на сайте группы, Дуэйн Томпсон пожертвовал тому своё лёгкое, в обмен на полную дискографию Midnight Riders с автографами.
В Батон-Руж, штат Луизиана, на концерте Джейка в качестве бас-гитариста заменил сын Риггса Доннера — Тэд, чтобы отметить 24-ю годовщину смерти своего отца.
В городе Гриффин, штат Джорджия концерт в парке развлечений Whispering Oaks состоится, несмотря на эпидемию Зелёного гриппа и призывы правительства населению не покидать помещения.

### Во время событий Left 4 Dead 2
Неизвестно живы ли участники группы, хотя можно увидеть, как их автобус едет по дороге в кампании «Переход» (для этого необходимо включить на музыкальном автомате песню «Save Me Some Sugar», возможно это и есть участники группы, а может только кто-то позаимствовал их транспорт. В кампании «Мрачный Карнавал» (действия которого происходят после «Перехода») одни надписи на стене гласят, что они мертвы, а другие, что их эвакуировали за день до концерта, прислав за ними спасательный вертолёт. Оба варианта могут быть слухами, придуманными различными Выжившими. Но в миссии «Подземелье» можно заметить уезжающий фургон с символикой группы.
В кампании «Мрачный Карнавал» Выжившие приходят на концертную площадку, где должна была выступать группа, но из-за эпидемии вируса Зелёного гриппа, вызвавшего превращение людей в Заражённых, выступление не смогло состояться. Выжившие включают запись альбома группы, а мощная пиротехника, заготовленная для концерта, помогает им вызвать спасателей и поджечь многих Заражённых.

## Выжившие о Midnight Riders
В процессе игры выжившие часто говорят о группе. Тренер называет себя старым фанатом группы и у него есть все их альбомы, но ему больше нравятся старые песни, потому что новые «уже не так круты». Эллис тоже является поклонником группы и был на их концерте в прошлом году, но из-за того, что стоял прямо у сцены, он остался без бровей.

## История создания
Midnight Riders впервые появились в 2009 году в игре Left 4 Dead 2, их музыка играла в различных музыкальных автоматах на протяжении всей игры. В действительности же музыка группы была написана и исполнена композитором компании Valve Майком Мораски (англ. Mike Morasky), бывшим членом рок-группы «Steel Pole Bath Tub». Мораски сам играл на гитаре, клавишных и басу для треков, ударник Джейсон Редер выступал в качестве барабанщика, а певец Грег Дейл исполнял вокальные партии.
В ноябре 2009 был открыт сайт группы, на котором пока что находился только тизер со словами «Coming soon» («Скоро»), а в декабре 2009 по тому же адресу появился полноценный сайт группы, где можно узнать о её истории и купить футболки с изображениями музыкантов. На сайте есть раздел «Tour blog», в котором Джейк ведёт свои записи о поездках в рамках турне в поддержку последнего альбома. Из записей можно узнать много интересного об истории группы, например, обстоятельства гибели Риггса Доннера, бас-гитариста группы.
На сайте также присутствует реклама автобиографии Джимми Гиббса Мл., известного гонщика-каскадёра во вселенной Left 4 Dead.
Также у группы существует собственный канал на YouTube, где можно прослушать выпущенные песни группы.
В октябре 2010 года Valve проводила конкурс на лучший клип к песне «Save Me Some Sugar». По условиям конкурса нужно было создать видео, выложить его на YouTube со специальным тегом «L4DMNRSAVESUGAR». Победитель, которого определяли Valve, получал уникальный приз — гитару Дасти, гитариста Midnight Riders, «подписанная» всеми членами группы. Как было сказано в блоге разработчиков, количество качественных роликов было внушительным: только в финал внутреннего голосования прошло более 80 работ.

Из-за такого количества прекрасных работ нам было почти невозможно выбрать победителя. С каждым подсчитанным голосом напряжение нарастало, лидеры ни на шаг не отставали друг от друга. Мы проверяли и перепроверяли голоса. Мы даже пользовались счётами, калькуляторами и позвали астрологов, чтобы они посчитали голоса по звёздам.
Оригинальный текст (англ.)
With so many great entries, picking the winners was near impossible. As we tried to tabulate the votes today, they kept coming up too close to call. We checked and rechecked the votes. We used abacuses, calculators, and even plotted the results using the stars.
— Блог Left 4 Dead
В итоге победителей оказалось двое, а гитара только одна. Но учредители конкурса объявили, что нашли старую расписанную гитару группы.

## Участники группы
- Окс (англ. Ox — вол), «Ударник» — ударные[20]
- Смитти (англ. Smitty), «Пьяница» — вокал, ритм-гитара[1]
- Джейк Торн (англ. Jake Thorne), «Любовник» — бас-гитара, клавишные. Заменил погибшего Риггса Доннера.[1]
- Дасти (англ. Dusty — пыльный), «Буян» — гитара[1]

### Бывшие члены
- Риггс Доннер (англ. Riggs Donner) — бас-гитара (1983—1985). Погиб в 1985 году[7].
- Тэд Доннер (англ. Thad Donner) — бас-гитара (2009). Сыграл лишь один концерт в честь 24-й годовщины смерти своего отца, Риггса Доннера.[7]

## Песни
В реальности до сих пор были записаны только 4 песни группы, которые можно услышать в музыкальных автоматах в различных кампаниях, на записи концерта в Dark Carnival и на радио в свадебной беседке в The Passing
- «Midnight Ride» (Dark Carnival, Swamp Fever, The Parish, The Passing, The Sacrifice)[2]
  - Имеет альтернативную версию «Midnight Tank», которая заменяет «Midnight Ride» при нападении Танков в Dark Carnival.[21]
- «One Bad Man» (Dark Carnival, Swamp Fever, The Parish, The Passing, The Sacrifice)[2]
  - Если во время нападения Танков в Dark Carnival играет «One Bad Man», то её заменит альтернативная версия — «One Bad Tank».[22]
- «Save Me Some Sugar (This Won’t Take Long)» (The Passing, The Sacrifice)[2]
- «All I Want for Christmas is to Kick Your Ass» (The Sacrifice). Рождественский трек, вышел на рождество 2009 года.[23]

## Дискография
Согласно вымышленной истории группы всего у них 23 альбома.
Есть информация только о четырёх альбомах:
- Первый альбом We’re Coming For You, Love Supply вышел в апреле 1985.[1] Это единственный альбом, в записи которого успел принять участие Риггс Доннер[7].
- Born Yesterday вышел в 1989 году. Упоминается две песни с этого альбома — «Midnight Ride» и «This Man Loves You».[1]
- Ten Past Midnight. Единственной известной песней «Stay on That Mountain».[24]
- High Heels and Brushed Steel — сборник из 30 лучших хитов группы за её 30-летнюю историю[25].

Слова и музыка всех песен — Окс, Смитти, Джейк, Дасти.
| №   | Название                               | Длительность |
| --- | -------------------------------------- | ------------ |
| 1.  | «Midnight Ride»                        | 3:11         |
| 2.  | «One Bad Man»                          | 3:02         |
| 3.  | «3 AM (The Whiskey Song)»              |              |
| 4.  | «Chopper on the Road»                  |              |
| 5.  | «On My Way to Houston»                 |              |
| 6.  | «Stick It In Your Craw»                |              |
| 7.  | «All Tapped Out»                       |              |
| 8.  | «Beer Batterin'»                       |              |
| 9.  | «Whiskey On Bourbon Street»            |              |
| 10. | «Porkbelly Blues»                      |              |
| 11. | «Your Face (In My Fist)»               |              |
| 12. | «Ain’t Got Nuthin'»                    |              |
| 13. | «Yankin' My Chain»                     |              |
| 14. | «Give Her Some Gas» (ранее неизданный) |              |
| 15. | «Payday Blues» (ранее неизданный)      |              |

| №   | Название                                    | Длительность |
| --- | ------------------------------------------- | ------------ |
| 1.  | «She Don’t Care»                            |              |
| 2.  | «Just Knifed Some Guy»                      |              |
| 3.  | «Drinkin' And Drivin' You Crazy»            |              |
| 4.  | «Save Me Some Sugar (This Won’t Take Long)» | 4:57         |
| 5.  | «You Got Me In Stitches»                    |              |
| 6.  | «Gunnin' For Galveston»                     |              |
| 7.  | «Texas Hustler»                             |              |
| 8.  | «Sunup Shakedown»                           |              |
| 9.  | «Unmarked Envelope (Stuffed With Cash)»     |              |
| 10. | «Longnecks and Short Shorts»                |              |
| 11. | «Get Your Friends (I’ll Take Y’all On)»     |              |
| 12. | «Cinderblock Blues»                         |              |
| 13. | «Glug Glug Thump Thump»                     |              |
| 14. | «Sleeping in the Yard» (ранее неизданный)   |              |
| 15. | «Up on Blocks» (ранее неизданный)           |              |

На официальном сайте группы написано, что купить альбом «High Heels and Brushed Steel» в магазинах или скачать в Интернете нельзя из-за разногласий с издающей компанией (также там по этому поводу говорится о куколках с автоматически настроенным голосом, которым отдают предпочтение издающие компании), его можно приобрести только на живом концерте группы. «Если вы искали самый величайший-величайший хитовый альбом, можете купить его за 25 долларов», — пишет Джейк в тур-блоге на официальном сайте группы.
Треки «Midnight Ride» и «One Bad Man» были позднее сделаны доступными для покупки в играх «Rock Band» через «Rock Band Network».

### Дополнение Midnight Riders
6 мая 2011 года на официальном блоге Left 4 Dead была размещена запись, в которой разработчики заявили о намерении создать загружаемое дополнение к Left 4 Dead 2 под названием «Midnight Riders» и, возможно, комикс, посвящённый ему. Вероятно DLC не будет иметь сюжетную связь с L4D и L4D2.
Игровые журналисты выражают интерес к этой идее и надеются, что героями станут члены группы, а работники игрового сайта kotaku.com считают, что было бы неплохо, чтобы и оружие у них было соответствующие, «рокерское» — разбитые бутылки, велосипедные цепи, бильярдные кии и гитары Flying V. Но авторы статьи пишут, что, возможно, музыканты будут лишь специальными зомби, которые встретятся Выжившим
В статье «Left 4 Dead 3: 11 things we want» в журнале Official Xbox Magazine журналисты высказывают надежду, что возможность играть за музыкантов Midnight Riders появится хотя бы в третьей части игры

## Критика и отзывы
- Журналисты сайта joystiq.com назвали песню «All I Want for Christmas is to Kick Your Ass» совершенно не подходящей для работы, зато невероятно уместной для семейных сборищ.[32]